# Rete tranviaria di Helsinki
La rete tranviaria di Helsinki è la rete tranviaria che serve la città finlandese di Helsinki. È composta da dieci linee.

## Linee
- 1 Eira/Eira - Käpyla/Kottby
- 2 Olympiaterminaali/Olympiaterminalen - Maistraatintori/Magistratstorget (Länsi Pasila/Västra Böle)
- 3 Olympiaterminaali/Olympiaterminalen - Meilahti/Mejlans
- 4 Katajanokka/Skatudden - Munkkiniemi/Munksnäs
- 5 Katajanokan terminaali/Skatuddens terminal - Rautatieasema/Järnvägsstationen
- 6 (6T Länsiterminaali/Västra terminalen -) Hietalahti/Sandviken - Arabia/Arabia
- 7 Länsiterminaali/Västra terminalen - Länsi Pasila/Västra Böle
- 8 Jätkäsaari/Busholmen - Arabia/Arabia
- 9 Jätkäsaari/Busholmen - Pasila/Böle
- 10 Kirurgi/Kirurgen - Pikku Huopalahti/Lillhoplax[1]

### Linea1
| Fermate                                            | Interscambi     |
| -------------------------------------------------- | --------------- |
| Telakkakatu (Eira) - Docksgatan (Eira)             |                 |
| Perämiehenkatu - Styrmansgatan                     |                 |
| Viiskulma - Femkanten                              | 3               |
| Iso Roobertinkatu - Stora Robertsgatan             | 3               |
| Fredrikinkatu - Fredriksgatan                      | 3               |
| Erottaja - Skillnaden                              | 3 6 6T          |
| Ylioppilastalo - Studenthuset                      | 2 3 4 5 6 6T 10 |
| Lasipalatsi - Glaspalatset                         | 2 4 10          |
| Luonnontieteellinen museo - Naturhistoriska museet | 2               |
| Kauppakorkeakoulut - Handelshögskolorna            | 2               |
| Sammonkatu - Sampogatan                            | 2               |
| Apollonkatu - Apollogatan                          | 2 8             |
| Töölöntori - Tölö torg                             | 2 8             |
| Ooppera - Operan                                   | 2 4 8 10        |
| Kaupunginpuutarha - Stadsträdgården                | 8               |
| Linnanmäki (etelä) - Borgbacken (södra)            | 8               |
| Urheilutalo - Idrottshuset                         | 3 6 6T 7 8      |
| Roineentie - Roinevägen                            | 6 6T 7 8        |
| Hattulantie - Hattulavägen                         | 7               |
| Rautalammintie - Rautalampivägen                   | 7               |
| Mäkelänrinne - Backasbrinken                       | 7               |
| Uintikeskus - Simcenter                            | 7               |
| Pyöräilystadion - Velodrom                         |                 |
| Koskelantie - Forsbyvägen                          |                 |
| Kimmontie - Kimmonvägen                            |                 |
| Käpylänaukio - Kottbyplatsen                       |                 |
| Metsolantie - Metsolavägen                         |                 |
| Pohjolanaukio (Käpylä) - Pohjolanplatsen (Kottby)  |                 |

### Linea2
| Fermate                                                         | Interscambi     |
| --------------------------------------------------------------- | --------------- |
| Olympiaterminaali - Olympiaterminalen                           | 3               |
| Etelänranta - Södra kajen                                       |                 |
| Kauppatori - Salutorget                                         |                 |
| Senaatintori - Senatstorget                                     | 4 5 7           |
| Aleksanterinkatu - Alexandersgatan                              | 4 5 7           |
| Ylioppilastalo - Studenthuset                                   | 1 3 4 5 6 6T 10 |
| Lasipalatsi - Glaspalatset                                      | 1 4 10          |
| Luonnontieteellinen museo - Naturhistoriska museet              | 1               |
| Kauppakorkeakoulut - Handelshögskolorna                         | 1               |
| Sammonkatu - Sampogatan                                         | 1               |
| Apollonkatu - Apollogatan                                       | 1 8             |
| Töölöntori - Tölö torg                                          | 2 8             |
| Ooppera - Operan                                                | 1 4 8 10        |
| Töölön halli - Tölö hall                                        | 4 10            |
| Kansaneläkelaitos - Folkpensionsanstalten                       | 4 10            |
| Auroran sairaala - Aurarasjukhuset                              | 3               |
| Eläintarha - Djurgården                                         | 3               |
| Palkkatilanportti - Löneboställsporten                          |                 |
| Maistraatintori (Länsi Pasila) - Magistratstorget (Västra Böle) | 7               |

### Linea3
| Fermate                                   | Interscambi     |
| ----------------------------------------- | --------------- |
| Olympiaterminaali - Olympiaterminalen     | 2               |
| Kaivopuisto - Brunnsparken                |                 |
| Neitsytpolku - Jungfrustigen              |                 |
| Kapteeninkatu - Kaptensgatan              |                 |
| Eiran sairaala - Eira sjukhus             |                 |
| Viiskulma - Femkanten                     | 1               |
| Iso Roobertinkatu - Stora Robertsgatan    | 1               |
| Erottaja - Skillnaden                     | 1 6 6T          |
| Ylioppilastalo - Studenthuset             | 1 2 4 5 6 6T 10 |
| Rautatieasema - Järnvägsstationen         | 5 6 6T 7 9      |
| Kaisaniemenkatu - Kajsaniemigatan         | 6 6T 9          |
| Kaisaniemenpuisto - Kajsaniemiparken      | 6 6T 9          |
| Hakaniemi - Hagnäs                        | 6 6T 7 9        |
| Kallion virastotalo - Berghälls ämbetshus | 6 6T 7 9        |
| Karhupuisto - Björnparken                 | 6 6T 7 9        |
| Kaarlenkatu - Karlsgatan                  | 6 6T 7 9        |
| Urheilutalo - Idrottshuset                | 1 6 6T 7 8      |
| Alppila - Alphyddan                       |                 |
| Linnanmäki (pohjois) - Borgbacken (norra) |                 |
| Karjalankatu - Karelagatan                |                 |
| Eläintarha - Djurgården                   | 2               |
| Auroran sairaala - Aurorasjukhuset        | 2               |
| Töölön tulli - Tölö tull                  | 4 10            |
| Jalavatie - Almvägen                      | 10              |
| Kuusitie (Meilahti) - Granvägen (Mejlans) | 10              |

### Linea4
| Fermate                                                     | Interscambi     |
| ----------------------------------------------------------- | --------------- |
| Merisotilaantori (Katajanokka) - Flottisttorget (Skatudden) |                 |
| Ulkoministeriö - Utrikesministeriet                         |                 |
| Vyökatu - Gördelgatan                                       |                 |
| Kauppiaankatu - Köpmansgatan                                | 5               |
| Tove Janssonin puisto - Tove Janssons park                  | 5               |
| Ritarihuone - Riddarhuset                                   | 5               |
| Senaatintori - Senatstorget                                 | 2 5 7           |
| Aleksanterinkatu - Alexandersgatan                          | 2 5 7           |
| Ylioppilastalo - Studenthuset                               | 1 2 3 5 6 6T 10 |
| Lasipalatsi - Glaspalatset                                  | 1 2 10          |
| Kansallismuseo - Nationalmuseum                             | 10              |
| Hesperian puisto - Hesperiaparken                           | 10              |
| Ooppera - Operan                                            | 1 2 8 10        |
| Töölön halli - Tölö hall                                    | 2 10            |
| Kansaneläkelaitos - Folkpensionsanstalten                   | 2 10            |
| Töölön Tulli                                                | 3 10            |
| Meilahden sairaala - Mejlans sjukhus                        |                 |
| Meilahdentie - Mejlansvägen                                 |                 |
| Paciuksenkaari - Paciussvängen                              |                 |
| Munkkiniemen puistotie - Munksnäs allén                     |                 |
| Laajalahden aukio - Bredviksplatsen                         |                 |
| Tiilimäki - Tegelbacken                                     |                 |
| Saunalahdentie (Munkkiniemi) - Bastuviksvägen (Munksnäs)    |                 |

### Linea5
| Fermate                                      | Interscambi     |
| -------------------------------------------- | --------------- |
| Katajanokan terminaali - Skatuddens terminal |                 |
| Mastokatu - Mastgatan                        |                 |
| Kauppiaankatu - Köpmansgatan                 | 4               |
| Tove Janssonin puisto - Tove Janssons park   | 4               |
| Ritarihuone - Riddarhuset                    | 4               |
| Senaatintori - Senatstorget                  | 2 47            |
| Aleksanterinkatu - Alexandersgatan           | 2 4 7           |
| Ylioppilastalo - Studenthuset                | 1 2 3 4 6 6T 10 |
| Rautatieasema - Järnvägsstationen            | 3 6 6T 7 9      |
| Mikonkatu - Mikaelsgatan                     | 7               |
| Aleksanterinkatu - Alexandersgatan           | 2 4 7           |

### Linea6/6T
| Fermate                                         | Interscambi  |
| ----------------------------------------------- | ------------ |
| Hietalahdentori - Sandvikstorget                |              |
| Hietalahdenkatu - Sandviksgatan                 |              |
| Kalevankatu - Kalevagatan                       |              |
| (Länsiterminaali T2 - Västra terminalen T2)     | 7            |
| (Länsiterminaali T1 - Västra terminalen T1)     | 7            |
| (Huutokonttori - Uppropskontoret)               | 7 9          |
| Hietlahti - Sandvike                            |              |
| Hietalahdentori - Sandvikstorget                |              |
| Aleksanterin teatteri - Alexandersteatern       |              |
| Fredrikinkatu - Fredriksgatan                   | 3            |
| Erottaja - Skillnaden                           | 1 3          |
| Ylioppilastalo - Studenthuset                   | 1 2 3 4 5 10 |
| Rautatieasema - Järnvägsstationen               | 3 5 7 9      |
| Kaisaniemenkatu - Kajsaniemigatan               | 3 9          |
| Kaisaniemenpuisto - Kajsaniemiparken            | 3 9          |
| Hakaniemi - Hagnäs                              | 3 7 9        |
| Kallion virastotalo - Berghälls ämbetshus       | 3 7 9        |
| Karhupuisto - Björnparken                       | 3 7 9        |
| Kaarlenkatu - Karlsgatan                        | 3 7 9        |
| Urheilutalo - Idrottshuset                      | 1 3 7 8      |
| Roineentie - Roinevägen                         | 1 7 8        |
| Paavalinkirkko - Paulus kyrka                   | 8            |
| Kumpulan kampus - Gumtäkts kampus               | 8            |
| Kumtähdenkenttä - Gumtäkts äng                  | 8            |
| Arabiankatu - Arabiagatan                       | 8            |
| Arabianranta (Arabia) - Arabiastranden (Arabia) | 8            |

### Linea7
| Fermate                                                         | Interscambi |
| --------------------------------------------------------------- | ----------- |
| Länsiterminaali T2 - Västra terminalen T2                       | 6 6T        |
| Länsiterminaali T1 - Västra terminalen T1                       | 6 6T        |
| Huutokonttori - Uppropskontoret                                 | 6 6T 9      |
| Länsilinkki - Västra länken                                     | 9           |
| Ruoholahden villat - Gräsviksvillorna                           | 9           |
| Kampintori - Kamptorget                                         | 9           |
| Simonkatu - Simonsgatan                                         | 9           |
| Rautatieasema - Järnvägsstationen                               | 3 5 6 6T 9  |
| Mikonkatu - Mikaelsgatan                                        | 5           |
| Aleksanterinkatu - Alexandersgatan                              | 2 4 5       |
| Senaatintori - Senatstorget                                     | 2 4 5       |
| Hallituskatu - Regeringsgatan                                   |             |
| Kansallisarkisto - Riksarkivet                                  |             |
| Snellmaninkatu - Snellmansgatan                                 |             |
| Hakaniemi - Hagnäs                                              | 3 6 6T 9    |
| Kallion virastotalo - Berghälls ämbetshus                       | 3 6 6T 9    |
| Karhupuisto - Björnparken                                       | 3 6 6T 9    |
| Kaarlenkatu - Karlsgatan                                        | 3 6 6T 9    |
| Urheilutalo - Idrottshuset                                      | 1 3 6 6T 8  |
| Roineentie - Roinevägen                                         | 1 6 6T 8    |
| Hattulantie - Hattulavägen                                      | 1           |
| Rautalammintie - Rautalampivägen                                | 1           |
| Mäkelänrinne - Backasbrinken                                    | 1           |
| Uintikeskus - Simcenter                                         | 1           |
| Radanrakentajantie - Banbyggarvägen                             |             |
| Kellosilta - Klockbron                                          | 9           |
| Messukeskus - Mässcentrum                                       | 9           |
| Pasila - Böle                                                   | 9           |
| Kyllikinportti - Kyllikkiporten                                 |             |
| Maistraatintori (Länsi Pasila) - Magistratstorget (Västra Böle) | 2           |
| Kyllikinportti - Kyllikkiporten                                 |             |
| Asemapäällikönkatu - Stinsgatan                                 | 9           |
| Radanrakentajantie - Banbyggarvägen                             |             |

### Linea8
| Fermate                                         | Interscambi |
| ----------------------------------------------- | ----------- |
| Jätkäsaari - Busholmen                          | 9           |
| Saukonpaasi - Utterhällen                       |             |
| Crusellinsilta - Crusellbron                    |             |
| Kaapelitehdas - Kabelfabriken                   |             |
| Ruoholahti - Gräsviken                          |             |
| Itämerenkatu - Östersjögatan                    |             |
| Maria - Maria                                   |             |
| Arkadiankatu - Arkadiagatan                     |             |
| Apollonkatu - Apollogatan                       | 1 2         |
| Töölöntori - Tölö torg                          | 1 2         |
| Ooppera - Operan                                | 1 2 4 10    |
| Kaupunginpuutarha - Stadsträdgården             | 1           |
| Linnanmäki (etelä) - Borgbacken (södra)         | 1           |
| Urheilutalo - Idrottshuset                      | 1 3 6 6T 7  |
| Roineentie - Roinevägen                         | 1 6 6T 7    |
| Paavalinkirkko - Paulus kyrka                   | 6 6T        |
| Kumpulan kampus - Gumtäkts kampus               | 6 6T        |
| Kumtähdenkenttä - Gumtäkts äng                  | 6 6T        |
| Arabiankatu - Arabiagatan                       | 6 6T        |
| Arabianranta (Arabia) - Arabiastranden (Arabia) | 6 6T        |

### Linea9
| Fermate                                   | Interscambi |
| ----------------------------------------- | ----------- |
| Jätkäsaari - Busholmen                    | 8           |
| Välimerenkatu - Medelhavsgatan            |             |
| Huutokonttori - Uppropskontoret           | 6 6T 7      |
| Länsilinkki - Västra länken               | 7           |
| Ruoholahden villat - Gräsviksvillorna     | 7           |
| Kampintori - Kamptorget                   | 7           |
| Simonkatu - Simonsgatan                   | 7           |
| Rautatieasema - Järnvägsstationen         | 3 5 6 6T 7  |
| Kaisaniemenkatu - Kajsaniemigatan         | 3 6 6T      |
| Kaisaniemenpuisto - Kajsaniemiparken      | 3 6 6T      |
| Hakaniemi - Hagnäs                        | 3 6 6T 7    |
| Kallion virastotalo - Berghälls ämbetshus | 3 6 6T 7    |
| Karhupuisto - Björnparken                 | 3 6 6T 7    |
| Kaarlenkatu - Karlsgatan                  | 3 6 6T 7    |
| Helsinginkatu - Helsingegatan             |             |
| Fleminginkatu - Flemingsgatan             |             |
| Sturenkatu - Sturegatan                   |             |
| Kotkankatu - Kotkagatan                   |             |
| Pasilan konepaja - Fredriksbergs verkstad |             |
| Jämsänkatu - Jämsägatan                   |             |
| Asemapäällikönkatu - Stinsgatan           | 7           |
| Kellosilta - Klockbron                    | 7           |
| Messukeskus - Mässcentrum                 | 7           |
| Pasila - Böle                             | 7           |
| Asemapäällikönkatu - Stinsgatan           | 7           |

### Linea10
| Fermate                                                    | Interscambi    |
| ---------------------------------------------------------- | -------------- |
| Johanneksenkirkko - Johanneskyrkan                         |                |
| Tarkk'ampujankatu - Skarpskyttegatan                       |                |
| Kirurgi - Kirurgen                                         |                |
| Johanneksenkirkko - Johanneskyrkan                         |                |
| Kolmikulma - Trekanten                                     |                |
| Ylioppilastalo - Studenthuset                              | 1 2 3 4 5 6 6T |
| Lasipalatsi - Glaspalatset                                 | 1 2 4          |
| Kansallismuseo - Nationalmuseum                            | 4              |
| Hesperian puisto - Hesperiaparken                          | 4              |
| Ooppera - Operan                                           | 1 2 4 8        |
| Töölön halli - Tölö hall                                   | 2 4            |
| Kansaneläkelaitos - Folkpensionsanstalten                  | 2 4            |
| Töölön Tulli                                               | 3 4            |
| Jalavatie - Almvägen                                       | 3              |
| Kuusitie (Meilahti) - Granvägen (Mejlans)                  | 3              |
| Tilkka - Tilkka                                            |                |
| Ruskeasuo - Brunakärr                                      |                |
| Kytösuontie - Brånakärrsvägen                              |                |
| Haapalahdenkatu - Aspviksgatan                             |                |
| Korppaanmäki (Pikku Huopalahti) - Korpasbacka (Lillhoplax) |                |